# Gorgonolaureus bikiniensis
Gorgonolaureus bikiniensis is een kreeftachtigensoort uit de familie van de Synagogidae. De wetenschappelijke naam van de soort is voor het eerst geldig gepubliceerd in 1962 door Utinomi.